# Le Gault-Soigny
Le Gault-Soigny [lə ɡo swaɲi] est une commune française située dans le département de la Marne, en région Grand Est.

## Géographie

### Localisation

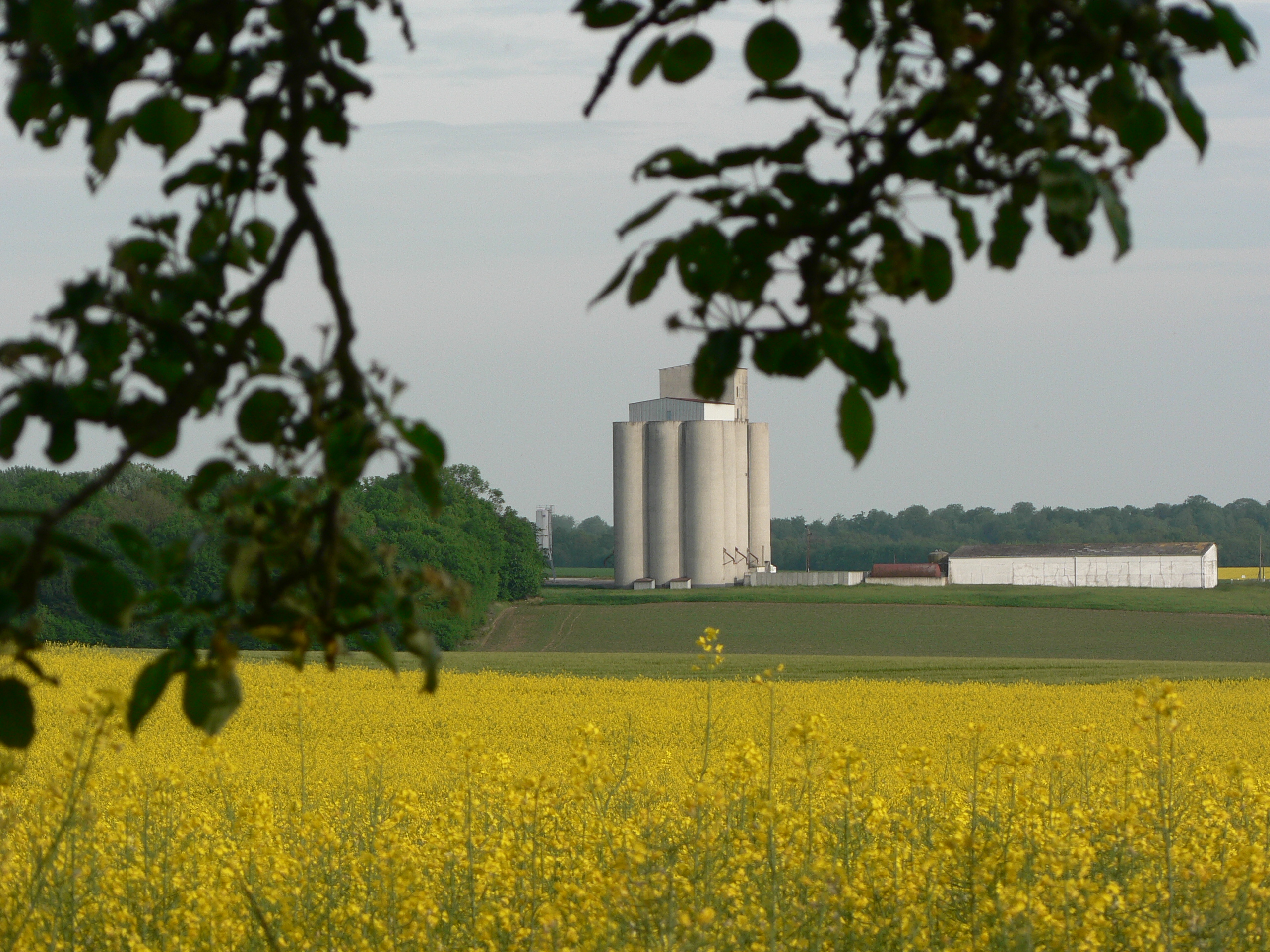
Paysage agricole au Gault-Soigny.

Le Gault-Soigny se trouve au sud-ouest du département de la Marne, en région Grand Est. La commune appartient à la région agricole de la Brie champenoise.
La commune du Gault-Soigny s'étend sur une superficie de 2 609 hectares. Le sud de la commune est occupé par la forêt domaniale du Gault. Sur son territoire, l'altitude varie de 173 à 221 mètres. L'altitude généralement moins élevée au sud de la commune, marqué par le ru de Bonneval, qu'au nord et à l'est où l'altitude dépasse 200 mètres.
Par la route, Le Gault-Soigny se situe à 73 km de Châlons-en-Champagne, préfecture, à 50 km d'Épernay, sous-préfecture, et à 15 km de Sézanne, bureau centralisateur du canton de Sézanne-Brie et Champagne dont dépend Le Gault-Soigny depuis 2015. La commune fait en outre partie du bassin de vie de Montmirail, commune distante de 10 km par la route.
Le Gault-Soigny est limitrophe de 7 communes :
| Mécringes, Montmirail | Bergères-sous-Montmirail | Boissy-le-Repos         |
|                       | Gault-Soigny             | Charleville             |
| Morsains              |                          | Les Essarts-lès-Sézanne |

### Hydrographie

#### Réseau hydrographique
La commune est dans la région hydrographique « la Seine de sa source au confluent de l'Oise (exclu) » au sein du bassin Seine-Normandie. Elle est drainée par le ru de Bonneval, le Fossé 01 de Biffontaine, le Fossé 01 de Dagone, le Fossé 01 de la commune du Gault-Soigny, le Fossé 01 des Prés du Crochet, le Fossé 01 du Franchi et le ru de Saint-Martin,.
Le ru de Bonneval, d'une longueur de 19 km, prend sa source dans la commune de Charleville et se jette dans le Grand Morin à Joiselle, après avoir traversé cinq communes. 

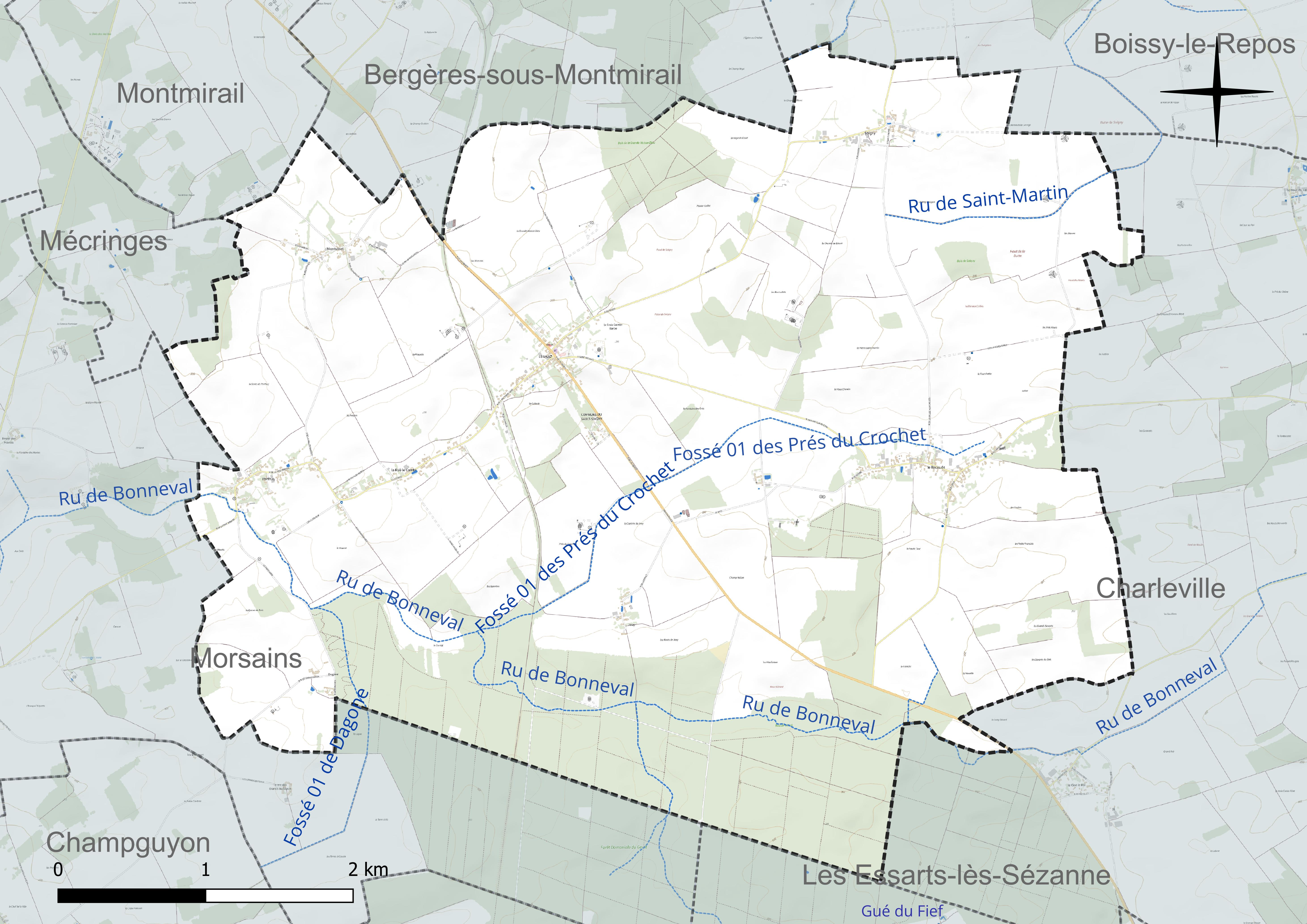
Réseau hydrographique du Gault-Soigny.

#### Gestion et qualité des eaux
Le territoire communal est couvert par le schéma d'aménagement et de gestion des eaux (SAGE) « Petit et Grand Morin ». Ce document de planification concerne le territoire des bassins versants du Petit Morin (630 km2) et du Grand Morin (1 185 km2) et se répartit sur trois départements (la Marne, l'Aisne et la Seine-et-Marne). Il a été approuvé le 21 octobre 2016. La structure porteuse de l'élaboration et de la mise en œuvre est le Syndicat mixte d'aménagement et de gestion des eaux (SMAGE) - EPAGE. 
La qualité des cours d’eau peut être consultée sur un site dédié géré par les agences de l’eau et l’Agence française pour la biodiversité. 

### Climat
Pour des articles plus généraux, voir Climat du Grand Est et Climat de la Marne.
En 2010, le climat de la commune est de type climat océanique dégradé des plaines du Centre et du Nord, selon une étude du Centre national de la recherche scientifique s'appuyant sur une série de données couvrant la période 1971-2000. En 2020, Météo-France publie une typologie des climats de la France métropolitaine dans laquelle la commune est exposée à un climat océanique altéré et est dans la région climatique  Nord-est du bassin Parisien, caractérisée par un ensoleillement médiocre, une pluviométrie moyenne régulièrement répartie au cours de l’année et un hiver froid (3 °C). 
Pour la période 1971-2000, la température annuelle moyenne est de 10 °C, avec une amplitude thermique annuelle de 16 °C. Le cumul annuel moyen de précipitations est de 780 mm, avec 12,5 jours de précipitations en janvier et 8,2 jours en juillet. Pour la période 1991-2020, la température moyenne annuelle observée sur la station météorologique de Météo-France la plus proche, « Esternay-Man », sur la commune d'Esternay à 9 km à vol d'oiseau, est de 10,9 °C et le cumul annuel moyen de précipitations est de 780,5 mm. 
La température maximale relevée sur cette station est de 42,5 °C, atteinte le 25 juillet 2019 ; la température minimale est de −25 °C, atteinte le 14 février 1956,,. 
Les paramètres climatiques de la commune ont été estimés pour le milieu du siècle (2041-2070) selon différents scénarios d'émission de gaz à effet de serre à partir des nouvelles projections climatiques de référence DRIAS-2020. Ils sont consultables sur un site dédié publié par Météo-France en novembre 2022.

### Milieux naturels et biodiversité
L'Inventaire national du patrimoine naturel (INPN) recense 406 espèces sur le territoire de la commune, dont 20 espèces protégées et 9 espèces menacées.
Le Gault-Soigny ne compte aucune zone naturelle d'intérêt écologique, faunistique et floristique (ZNIEFF) ou autre espace naturel protégé sur son territoire.

## Urbanisme

### Typologie
Au 1er janvier 2024, Le Gault-Soigny est catégorisée commune rurale à habitat dispersé, selon la nouvelle grille communale de densité à sept niveaux définie par l'Insee en 2022.
Elle est située hors unité urbaine. Par ailleurs la commune fait partie de l'aire d'attraction de Montmirail, dont elle est une commune de la couronne,. Cette aire, qui regroupe 19 communes, est catégorisée dans les aires de moins de 50 000 habitants,.

### Occupation des sols
L'occupation des sols de la commune, telle qu'elle ressort de la base de données européenne d’occupation biophysique des sols Corine Land Cover (CLC), est marquée par l'importance des territoires agricoles (79,2 % en 2018), une proportion identique à celle de 1990 (79,2 %). La répartition détaillée en 2018 est la suivante : terres arables (73,2 %), forêts (19,3 %), zones agricoles hétérogènes (4,6 %), zones urbanisées (1,5 %) et prairies (1,3 %).
L'évolution de l’occupation des sols de la commune et de ses infrastructures peut être observée sur les différentes représentations cartographiques du territoire : la carte de Cassini (XVIIIe siècle), la carte d'état-major (1820-1866) et les cartes ou photos aériennes de l'IGN pour la période actuelle (1950 à aujourd'hui).

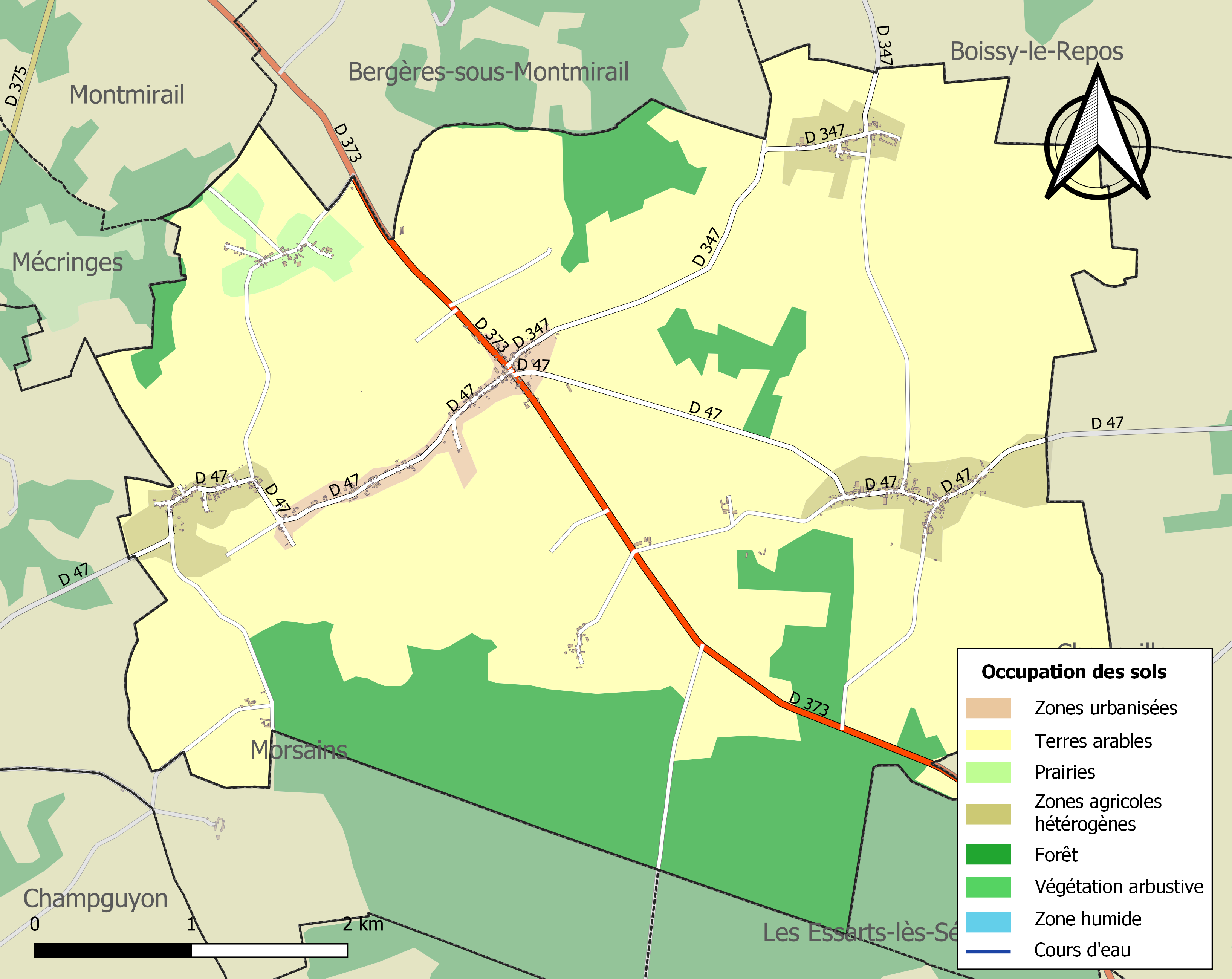
Carte des infrastructures et de l'occupation des sols de la commune en 2018 (CLC).

### Hameaux et écarts
Outre le village de le Gault-la-Forêt, la commune comprend 8 hameaux et écarts. Les principaux hameaux, prenant le plus souvent la forme d'une village-rue, sont Soigny au nord-est, le Recoude à l'est, Jouy au sud, Perthuy (ou Perthuis) et la Rue le Comte à l'ouest, ainsi que Montvinot au nord-ouest. S'y ajoutent les écarts de Dagône au sud-ouest et du Château de Désiré (ou Désiré) au sud-est.

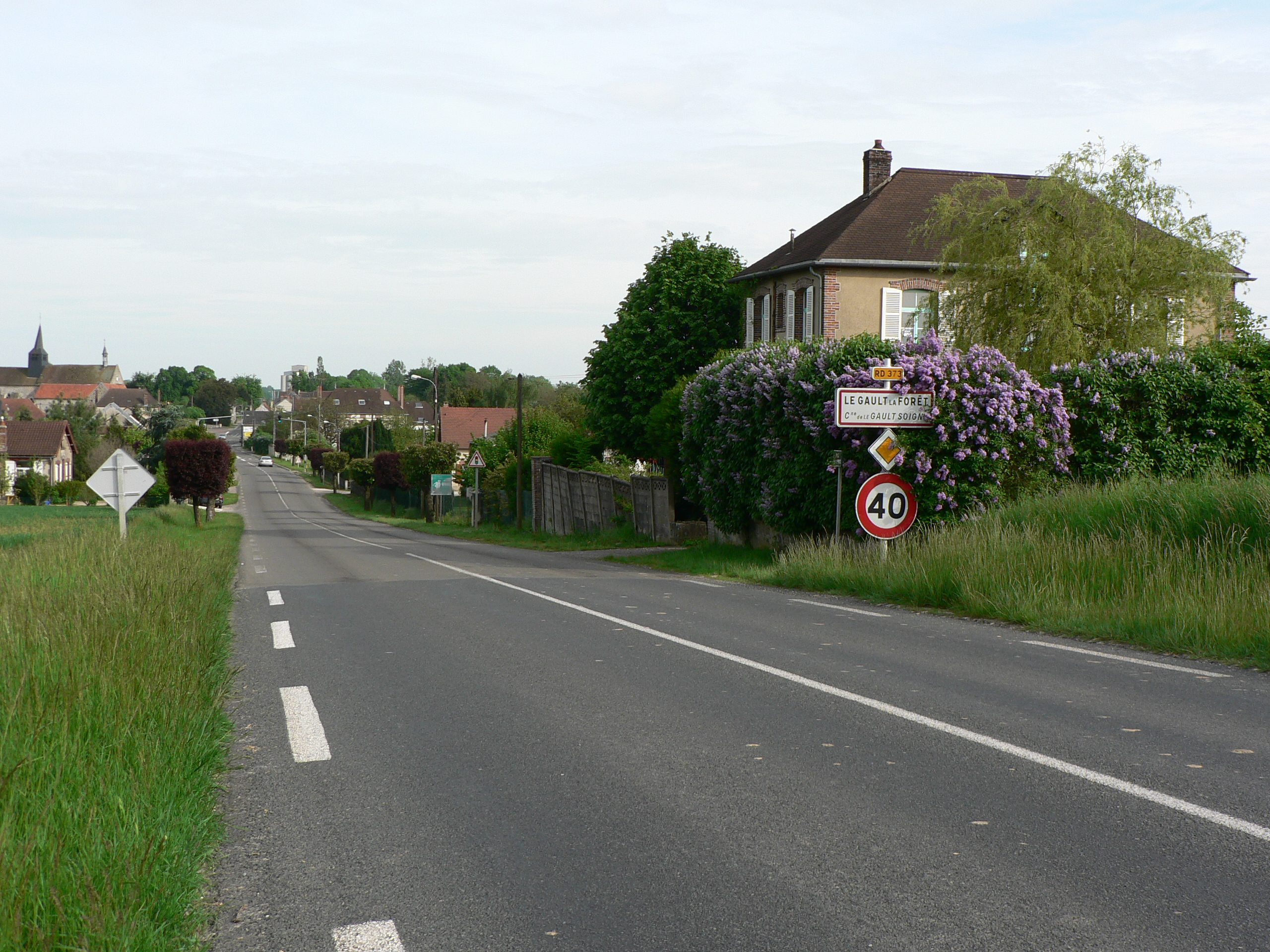
Le village de le Gault-la-Forêt.
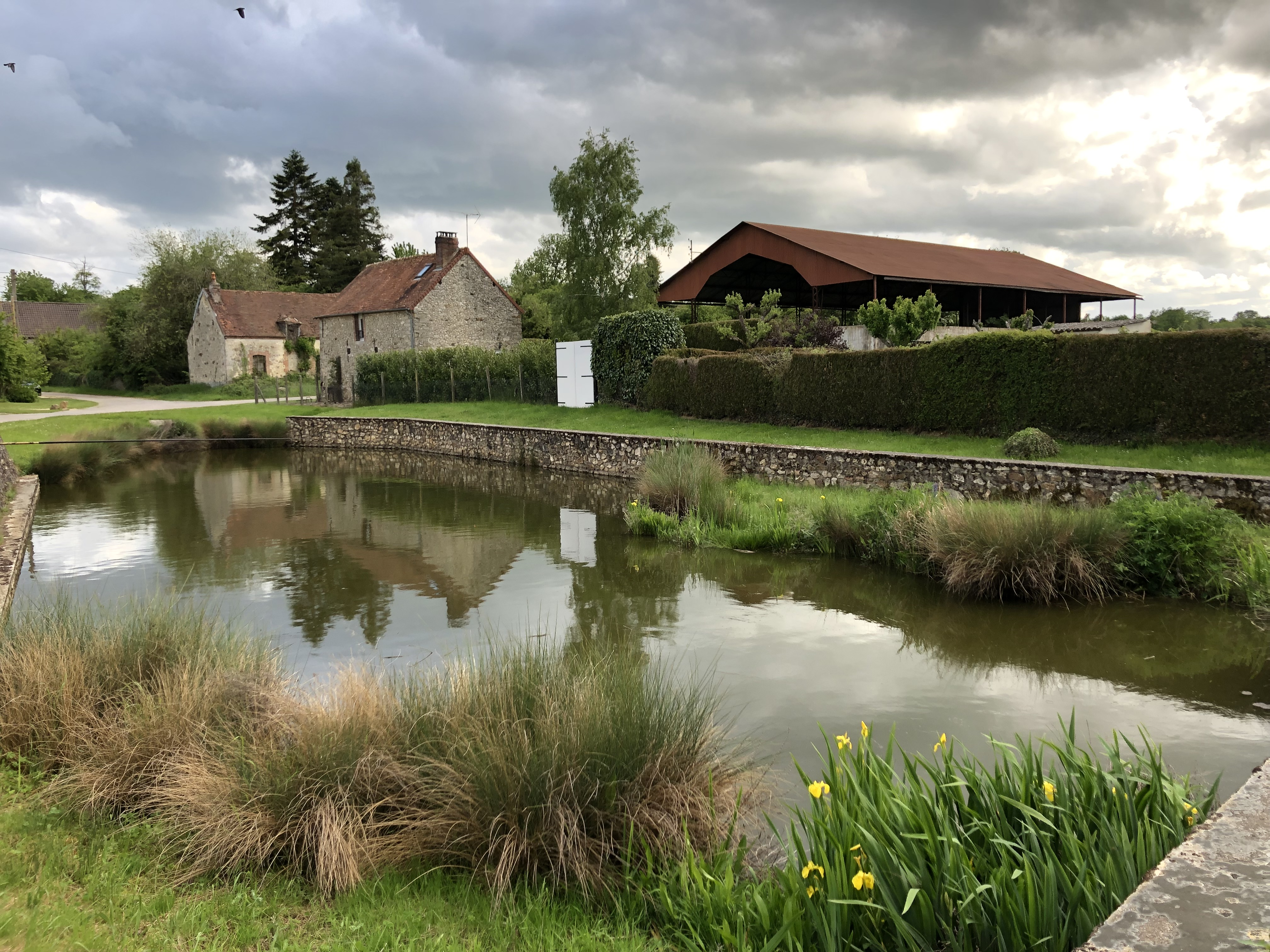
Le hameau de Jouy.
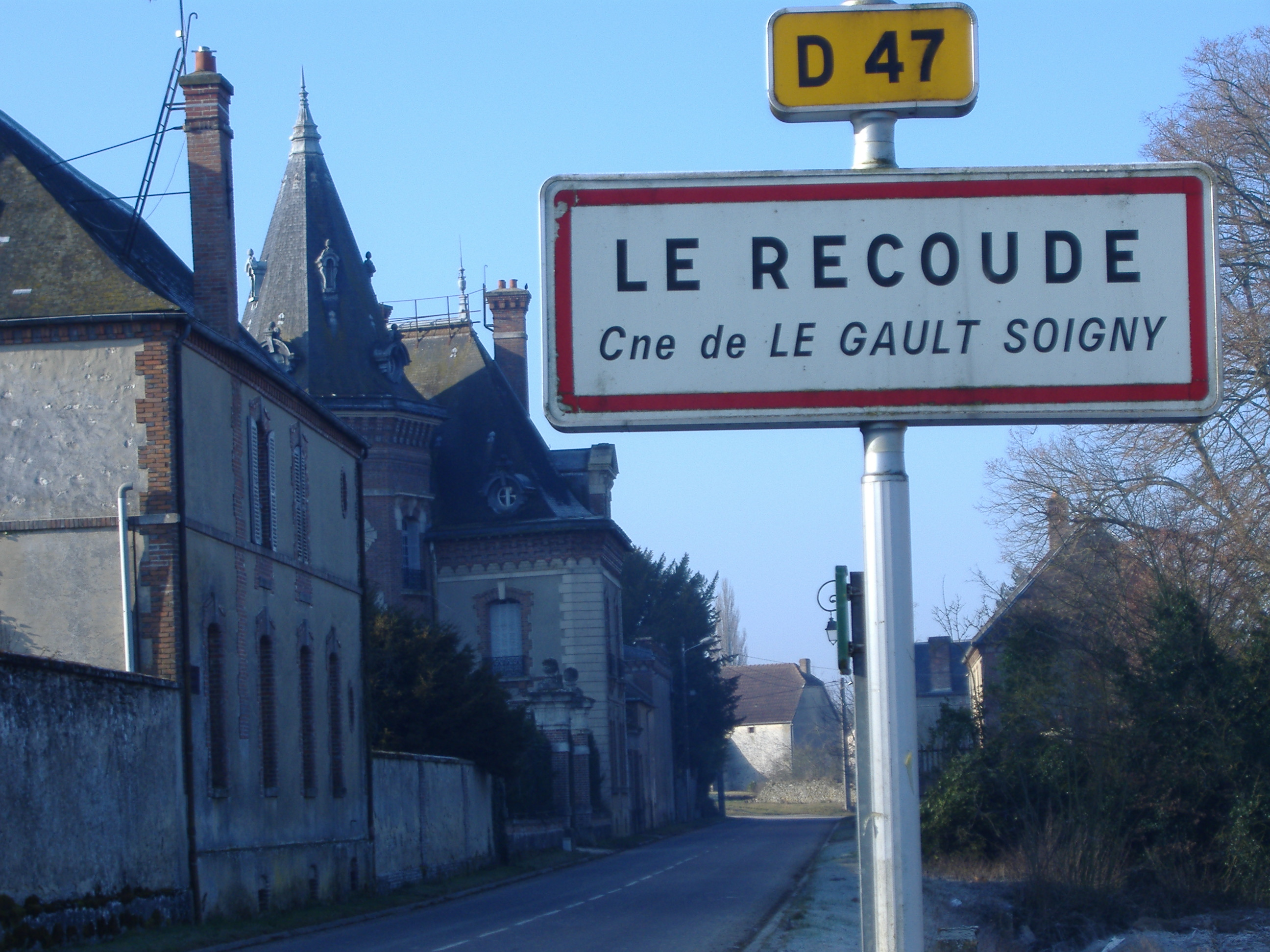
Le hameau de le Recoude.

### Habitat et logement
En 2021, Le Gault-Soigny compte 282 logements. Ces logements sont à 96 % des maisons ; la commune ne comptant que 11 appartements. En raison de la prévalence des maisons, les résidences principales du Gault-Soigny disposent en moyenne de 5 pièces.
Le tableau ci-dessous présente une comparaison de quelques indicateurs chiffrés du logement pour Le Gault-Soigny, la communauté de communes de la Brie champenoise (CCBC), le département de la Marne et la France entière :
|                                                            | Le Gault-Soigny | CCBC  | Marne   | France     |
| ---------------------------------------------------------- | --------------- | ----- | ------- | ---------- |
| Ensemble des logements                                     | 282             | 4 109 | 300 919 | 37 155 918 |
| Part des résidences principales (en %)                     | 80,1            | 80,9  | 87,5    | 82,2       |
| Part des résidences secondaires (en %)                     | 8,9             | 9,3   | 3,4     | 9,7        |
| Part des logements vacants (en %)                          | 11,0            | 9,8   | 9,1     | 8,1        |
| Part des propriétaires de leur résidence principale (en %) | 84,0            | 69,2  | 52,2    | 57,5       |

Au Gault-Soigny, 80,1 % des logements sont en 2021 des résidences principales, 8,9 % des résidences secondaires et 11,0 % des logements vacants. Par ailleurs, 84,0 % des ménages sont propriétaires de leur résidence principale. Le Gault-Soigny se démarque ainsi par un nombre supérieur à la moyenne de ménages propriétaires de leur résidence principale.
Parmi les 226 résidences principales construites avant 2019, 44,4 % avaient été construites avant 1919, 9,8 % entre 1919 et 1945, 8,4 % entre 1946 et 1970, 18,7 % entre 1971 et 1990, 7,5 % entre 1991 et 2005 et 11,3 % depuis 2006.
Le tableau ci-dessous présente l'évolution du nombre de logements sur le territoire de la commune, par catégorie, depuis 1968 :
|                        | 1968 | 1975 | 1982 | 1990 | 1999 | 2010 | 2015 | 2021 |
| ---------------------- | ---- | ---- | ---- | ---- | ---- | ---- | ---- | ---- |
| Résidences principales | 153  | 132  | 123  | 134  | 145  | 204  | 224  | 226  |
| Résidences secondaires | 35   | 54   | 80   | 84   | 69   | 36   | 27   | 25   |
| Logements vacants      | 18   | 24   | 8    | 24   | 24   | 32   | 32   | 31   |
| Total                  | 206  | 210  | 211  | 242  | 238  | 273  | 284  | 282  |

### Voies de communication et transports
La commune et le village du Gault sont traversés par la route départementale 373 (ancienne route nationale 373) entre Mœurs-Verdey/Sézanne au sud-est et Montmirail au nord-ouest. La route départementale 47 arrive de Morsains du sud-ouest et part vers Charleville à l'est, après avoir traversé les hameaux de Perthuy, la Rue le Comte, le Gault et le Recoude. La route départementale 347 relie enfin le Gault à Soigny puis Boissy-le-Repos (hameau de Biffontaine) au nord.
Une voie de chemin de fer, déferrée depuis de nombreuses années, reliait Mézy-Moulins à Romilly-sur-Seine, en passant par Le Gault-Soigny et desservant Montmirail et Esternay.

## Toponymie
Le Gault est attesté sous les formes Villa dol Galt (1133) ; Waldum (1162) ; Waudum (1176) ; Gualdum (1179) ; Gaudum (1179) ; Wais pour Waus (commencement du XIIIe siècle) ; Gauz (commencement du XIIIe siècle) ; Gaut (1203) ; Le Gaut (vers 1222) ; Gaudium (vers 1252) ; Le Gaud (vers 1300) ; Le Gauld (1493) ; Gaud (1538) ; Le Gault (1604) ; Godum (1784) ; Gault (Le) ou Le Gault-la-Forêt.
Gault est un mot issu de l'ancien français Gaut qui procède du germanique Wald, signifiant « bois, forêt »,.
Soigny est un ancien hameau ou lieu-dit du village du Gault, attesté sous les formes Soigni (1131) ; Soygny (1140) ; Soogny (1203).

## Histoire
Il y avait au Moyen Âge une commanderie des Templiers dans l'ancienne seigneurie de Soigny.
En 1967, la commune du Gault (code INSEE 51264) annexe celle de Soigny (ancien code INSEE 51540).

## Politique et administration
| Période                                  | Période                   | Identité             | Étiquette   | Qualité |
| ---------------------------------------- | ------------------------- | -------------------- | ----------- | ------- |
| Les données manquantes sont à compléter. |                           |                      |             |         |
| mars 2001                                | mai 2020                  | Daniel Jacquier      | PS puis DVG |         |
| mai 2020                                 | En cours (au 3 juin 2020) | André Doussot-Cochet |             |         |

## Équipements et services publics

### Eau et déchets
L'approvisionnement en eau potable et l'assainissement des eaux usées sont des compétences de la communauté de communes de la Brie champenoise. La production et la distribution d'eau potable sont gérées en régie par la communauté de communes via l'ouvrage du Gault-Soigny (station de pompage de la Forêt) desservant la commune à l'exception du hameau de Soigny, alimenté par le réseau du Thoult-Trosnay, (géré en délégation de service public par Suez jusqu'en 2028). L'assainissement y est non collectif.
La communauté de communes est également compétente en matière de déchets. La collecte des ordures ménagères résiduelles (en bac) et des déchets recyclables (en sacs translucides jaunes) est réalisée en porte à porte. La communauté de commune adhérant au syndicat de valorisation des ordures ménagères de la Marne (SYVALOM), ces déchets sont amenés au centre de transfert départemental de Sézanne puis valorisés sur le site de La Veuve. La communauté de communes propose des composteurs individuels à tarif réduit pour les biodéchets. La collecte du verre et des textiles se fait en apport volontaire. Pour les autres déchets, l'unique déchèterie de la communauté de communes est située à Montmirail, dans le hameau de Maclaunay. La collecte des déchets et la gestion de la déchèterie sont confiées à des entreprises privées par marchés publics.

### Enseignement
Le Gault-Soigny fait partie de l'académie de Reims.
La commune appartient au regroupement pédagogique de Charleville-Le Gault-Soigny, composé de Charleville, Le Gault-Soigny, Morsains, Tréfols, Soizy-aux-Bois et La Villeneuve-lès-Charleville. L'école primaire du Gault-Soiny, située place de la Mairie, accueille 62 élèves (chiffres 2024-2025) de maternelle, du CM1 et CM2. L'école élémentaire de Charleville, située place de l'Église, accueille 44 élèves (chiffres 2024-2025) du CP au CE2.
Les jeunes du Gault-Soigny sont ensuite rattachés au collège de la Brie champenoise à Montmirail et au lycée La Fontaine du Vé de Sézanne.

### Postes et télécommunications
Plusieurs boîtes aux lettres de La Poste se trouvent sur le territoire de la commune : rue de la Liberté (Le Gault), rue des Moines (Montvinot), rue Le Comté (la Rue le Comté), rue de la Forêt (Jouy), rue de la Haie Marion (Perthuy), rue des Templiers (Soigny) et rue du Château (Le Recoude).
Le bureau de poste le plus proche est situé à Montmirail, à environ 7 km du Gault-Soigny.

### Justice, sécurité et secours
Du point de vue judiciaire, Le Gault-Soigny relève du conseil de prud'hommes d'Épernay, du tribunal de commerce de Reims, du tribunal judiciaire, du tribunal paritaire des baux ruraux et du tribunal pour enfants de Châlons-en-Champagne, dans le ressort de la cour d'appel de Reims. Pour le contentieux administratif, la commune dépend du tribunal administratif de Châlons-en-Champagne et de la cour administrative d'appel de Nancy.
Le Gault-Soigny est située en secteur Gendarmerie nationale et dépend de la brigade de Montmirail.
En matière d'incendie et de secours, le centre d'incendie et de secours le plus proche est celui de Montmirail, dépendant du Service départemental d'incendie et de secours (SDIS) de la Marne.

## Population et société
Les habitants de la commune sont les Gaultois et Gaultoises.

### Démographie
L'évolution du nombre d'habitants est connue à travers les recensements de la population effectués dans la commune depuis 1793. Pour les communes de moins de 10 000 habitants, une enquête de recensement portant sur toute la population est réalisée tous les cinq ans, les populations de référence des années intermédiaires étant quant à elles estimées par interpolation ou extrapolation. Pour la commune, le premier recensement exhaustif entrant dans le cadre du nouveau dispositif a été réalisé en 2004.

En 2022, la commune comptait 503 habitants, en évolution de −6,85 % par rapport à 2016 (Marne : −1,19 %, France hors Mayotte : +2,11 %).
| 1793 | 1800 | 1806 | 1821 | 1831 | 1836 | 1841 | 1846 | 1851 |
| ---- | ---- | ---- | ---- | ---- | ---- | ---- | ---- | ---- |
| 700  | 682  | 626  | 593  | 608  | 633  | 660  | 637  | 648  |

| 1856 | 1861 | 1866 | 1872 | 1876 | 1881 | 1886 | 1891 | 1896 |
| ---- | ---- | ---- | ---- | ---- | ---- | ---- | ---- | ---- |
| 674  | 691  | 692  | 678  | 665  | 611  | 655  | 662  | 692  |

| 1901 | 1906 | 1911 | 1921 | 1926 | 1931 | 1936 | 1946 | 1954 |
| ---- | ---- | ---- | ---- | ---- | ---- | ---- | ---- | ---- |
| 701  | 702  | 697  | 632  | 665  | 656  | 616  | 591  | 557  |

| 1962 | 1968 | 1975 | 1982 | 1990 | 1999 | 2004 | 2006 | 2009 |
| ---- | ---- | ---- | ---- | ---- | ---- | ---- | ---- | ---- |
| 497  | 458  | 387  | 345  | 392  | 421  | 452  | 455  | 519  |

| 2014 | 2019 | 2022 | - | - | - | - | - | - |
| ---- | ---- | ---- | - | - | - | - | - | - |
| 542  | 512  | 503  | - | - | - | - | - | - |

### Cultes
Pour le culte catholique, Le Gault-Soigny dépend de la paroisse Saint-Vincent-de-Paul - Montmirail, au sein du diocèse de Châlons-en-Champagne.

### Médias
La presse écrite régionale comprend le quotidien L'Union, le bi-hebdomadaire Le Pays briard et l'hebdomadaire L'Hebdo du vendredi.
Parmi les stations de radio locales, il est possible de citer Ici Champagne-Ardenne et Champagne FM.

## Culture locale et patrimoine

### Lieux et monuments
- L'église Saint-Nicolas du Gault.
- L'église Saint-Pierre de Soigny.
- La commanderie de Soigny.

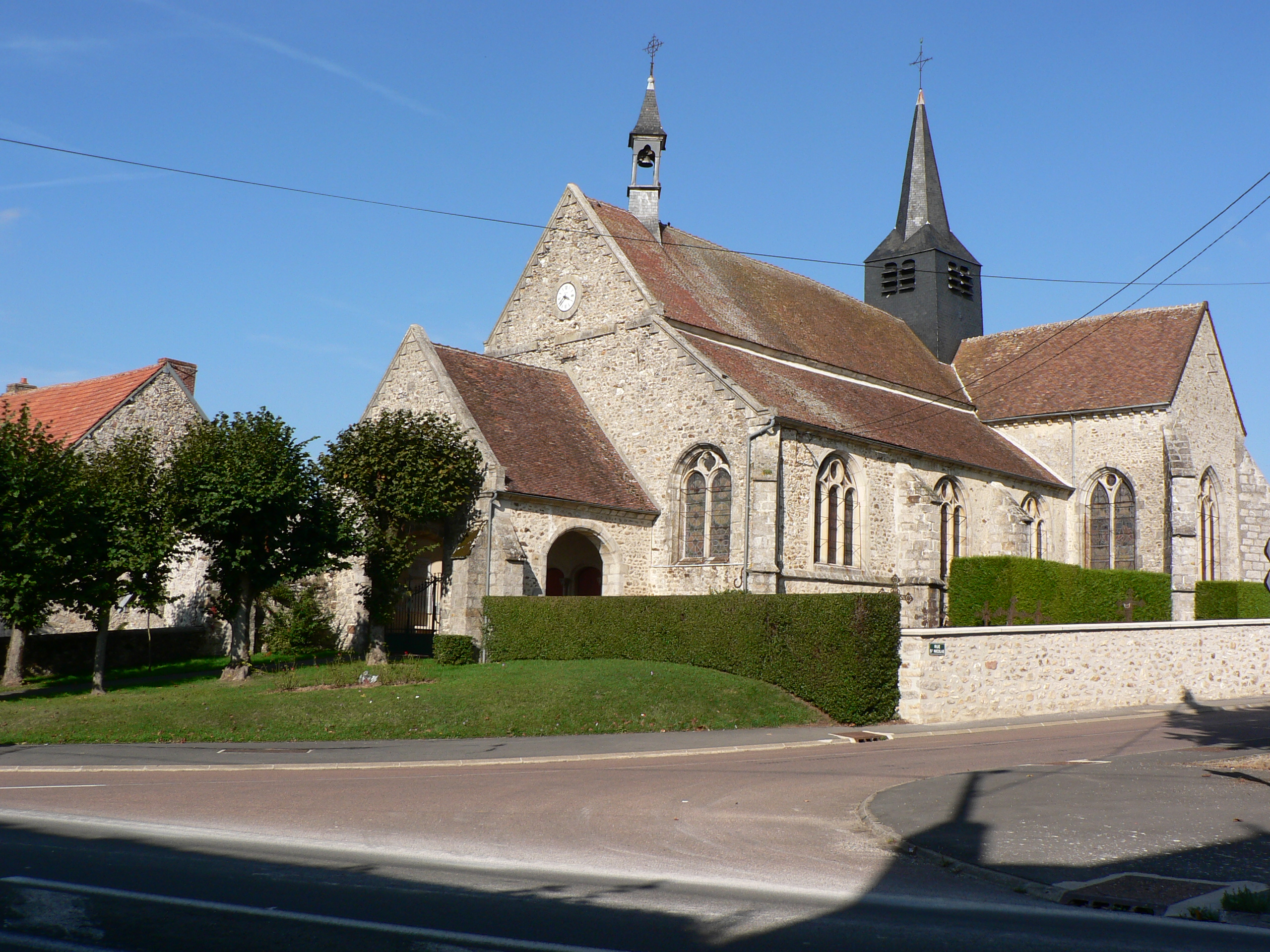
L'école Saint-Nicolas du Gault.

- Un menhir est situé sur le finage de la commune au lieu-dit l'Hermite[51]. Ce monolithe est à rattacher aux autres mégalithes de la région autrefois dressés par les hommes de la culture Seine-Oise-Marne.
- Le château du Recoude[52].

### Personnalités liées à la commune
- Charles Sorel est nommé « Seigneur de Soigny » dans le privilège des Divers traités sur les droits et les prérogatives des Roys de France publiés en 1666.